# Stóridómur
Stóridómur (littéralement "le grand jugement") est un ensemble de lois décidées à l'Althing en été 1564, à l'initiative du Danemark, à la suite de l'adoption de la réforme protestante en Islande. Ces lois introduisent des punitions sévères pour les offenses de nature sexuelles, telles que l'inceste assez courant dans la société islandaise de l'époque entre cousins, mais aussi l'adultère. Beaucoup des châtiments corporels et executions dues à l'application de cette loi ont lieu à Þingvellir. 